# Schatullrechnungen Friedrichs des Großen

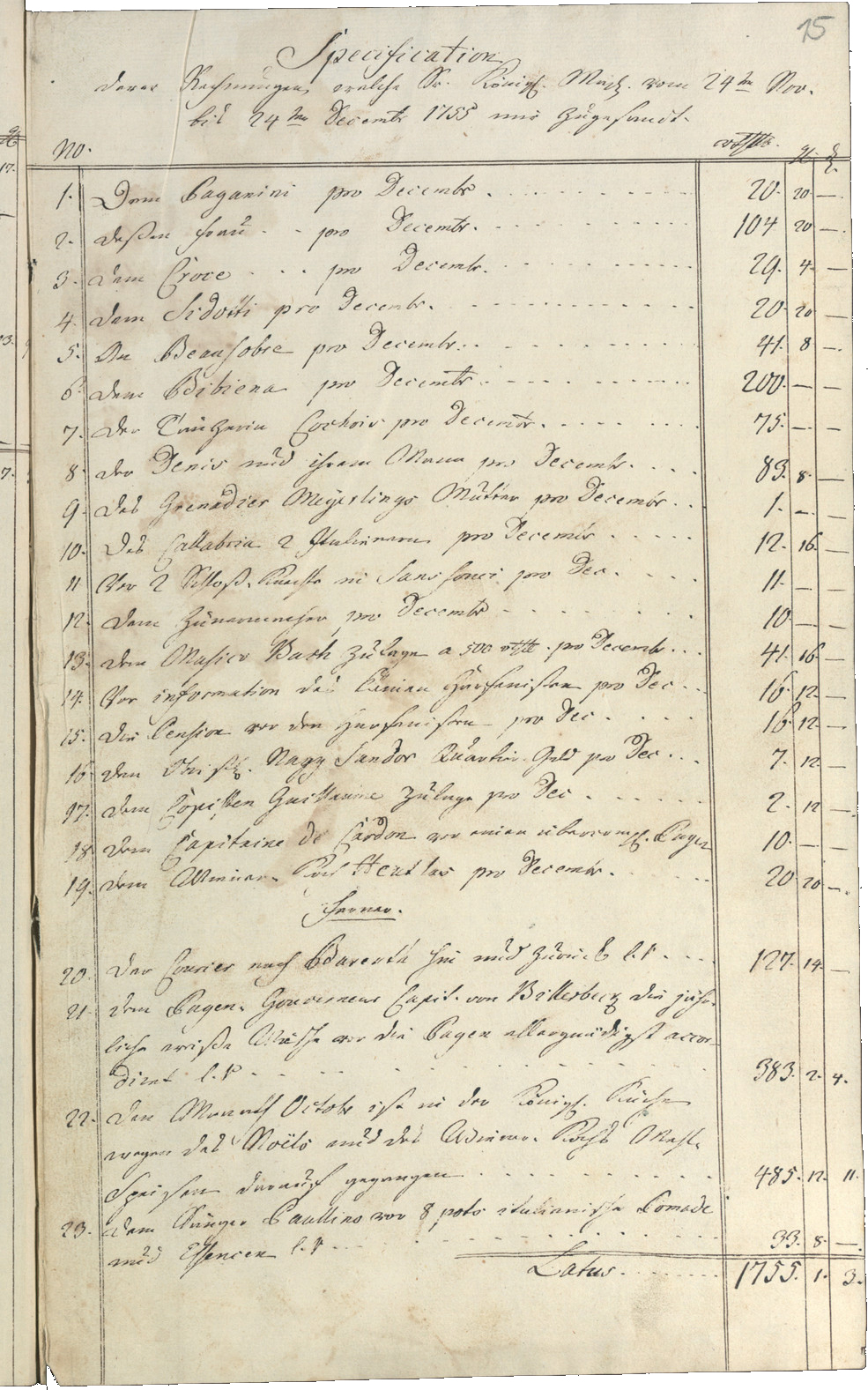
Auszug aus der Schatullabrechnung für Dezember 1755 (Seite 1):
Specification der Rechnungen, welche S. Königl. M. vom 24. Nov bis 24. Dez. 1755 mir zugesandt.
BPH, Rep. 47, Nr. 908, Blatt 15 recto, November 1755
Summe: 1755 RTl., 1 Gr., 3 Pf., 0 H.
Betrifft Zahlungen an verschiedene Künstler (Musiker, Intermezzodarsteller, Sänger, Tänzer, Bühnenbildner) wie Carlo Paganini, Angela Paganini, Filippo Sidotti, Giuseppe Galli Bibiena, Marianne Cochois, Carl Philipp Emanuel Bach, Franz Brennessel, sowie Hofpersonal (Schloßknechte, Offiziere, Kopisten, Köche), darunter der Pagengoverneur Ernst Friedrich von Billerbeck, der eine größere Summe zur Anschaffung von weißer Pagenwäsche erhielt.

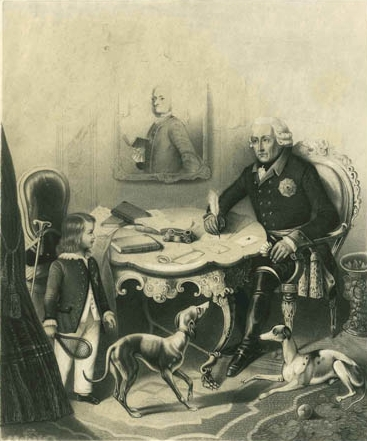
Friedrich der Große am Schreibtisch, Lithographie um 1850

In den Schatullrechnungen Friedrichs des Großen wurden die privaten Ausgaben des preußischen Königs Friedrich II. erfasst. Sie sind für den Zeitraum von 1742 bis 1786 erhalten. Die parallel geführten Journale sind nur noch in Teilen vorhanden. Die Schatullrechnungen geben einen detaillierten Einblick in das Alltagsleben und zu den Vorlieben des Herrschers. In Vorbereitung zu den Feierlichkeiten zum 300. Geburtstag Friedrichs II. wurden sie im Jahr 2011 digitalisiert und kommentiert. Sie stehen heute der Öffentlichkeit zur Einsicht zur Verfügung.

## Das Schatullrechnungswesen unter Friedrich
In Schatullen wurde Wertvolles und Geld aufbewahrt, bei regierenden Häusern wurden so die Kassen für Privateinkünfte und -verwendungen der Herrscher genannt. Am preußischen Hof wurde die königliche Schatulle neben der offiziellen Hofstaatskasse geführt; dieses Kassensystem hatte Friedrich II. von seinem Vater, Friedrich Wilhelm I., übernommen. Mittels der Schatullkasse konnte der König ohne Zustimmung oder Kenntnis des Kabinetts Geld ausgeben, sie diente dem unmittelbaren Gebrauch durch den Regenten. Nur auf dessen Anweisung wurde daraus ausgezahlt. Finanziert wurde die Kasse durch festgelegte Zuwendungen aus dem Staatshaushalt. Die für Friedrich geführten Rechnungsbücher dokumentierten die Ausgaben auf monatlicher Basis (ab etwa 1756 jeweils vom 24. bis zum 23. des Folgemonats) und wurden als „Chatoulle-Ausgaben“ oder als „Chatoulle und Disposition Gelder“ bezeichnet. Diese monatlichen Ausgabeübersichten wurden zu Jahrgangsheften des Kalenderjahres gebunden, teilweise auch in der Zusammenfassung von Trinitatis zu Trinitatis. Die genannten Geldbeträge wurden in Reichstaler („RTl.“), Groschen („G.“), Pfennig („Pf.“) und Heller („H.“) angegeben.
Neben den Schatullrechnungsbüchern wurden unter Friedrich sogenannte Journale geführt, in denen zu den in den Schatullrechnungen oft nur stichpunkthaft benannten Ausgaben entsprechende Rechnungen und Quittungen enthalten waren. Auch wurden hier Einnahmen vermerkt. Gemäß der Ökonomischen Enzyklopädie von Johann Georg Krünitz wurden in einem Journal Einnahmen- und Ausgabennachweise nicht bestimmten Kategorien zugeordnet, sondern rein chronologisch erfasst. Danach sollten auch nur Barzahlungen in einem Journal aufgenommen werden. Diese im Königlichen Hausarchiv verwahrten Journale zu Friedrichs Schatullrechnungen wurden zum größten Teil während des Zweiten Weltkriegs bei einem Luftangriff am 22. November 1943 zerstört. Bei dem bis dahin schwersten Luftangriff der Royal Air Force auf Berlin wurde das seit 1848 in der Spandauer Straße 1 in Berlin-Charlottenburg befindliche Brandenburg-Preußische (vormals Königliche) Hausarchiv von einer Bombe getroffen.
Friedrich ließ neben der gewöhnlichen Schatulle auch noch eine als „Rote Schatulle“ bezeichnete Sonderkasse führen. Die hier erfassten Ausgaben waren ganz besonders privater Natur, nur einige wenige Vertraute des Königs erhielten Einblick. Das Journal zu dieser Schatulle ist erhalten; es wurden Ausgaben für besonders kostspielige Vorlieben des Königs verbucht. Die Bezeichnung der Kasse folgte der Farbe des zur Geldaufbewahrung genutzten Schatullkastens (Friedrich II. bezeichnete sie als einen „rohten Casten“), der zur Aufbewahrung der Geldmittel diente. Zuwendungen, die der gewöhnlichen Schatulle zugeführt und dort nicht verbraucht wurden, wurden in die Rote Schatulle gebucht. Der Historiker und Kurator der Jubiläumsausstellung „Friederisiko“, Jürgen Luh, vermutet, dass die „Rote Schatulle“ die Funktion einer schwarzen Kasse übernahm.

## Kassenführung
Schatullrechnungen und Journale führte der König nicht selbst, sondern die Verwaltung und Buchführung über die Kassen oblag Vertrauenspersonen wie Michael Gabriel Fredersdorf. Verantwortlich für die Privatfinanzen Friedrichs war der Rentmeister der königlichen Kassen. Diese Hofstaatsrentmeister wurden bei ihrem Amtsantritt vereidigt; ein Bestandteil des Schwures war die Geheimhaltungspflicht. Teilweise ließ sich Friedrich Rechnungen vorlegen; an einigen Abrechnungen beteiligte er sich auch, wie von ihm verfasste Anmerkungen belegen.
Einer der „privaten Finanzbeauftragten Friedrichs“ bei der Führung der Schatullrechnungen war Johann August Buchholtz. Buchholtz (1706–1793) war nach Abschluss des Gymnasiums in der Regierungszeit Friedrich Wilhelms I. bei den Langen Grenadieren eingetreten. Unter Friedrich II. hatte er am Ersten Schlesischen Krieg teilgenommen und war in den folgenden Jahren zum Premierleutnant im 1. Bataillon Garde befördert worden. 1753 war er Rentmeister der Hofstaatskasse und Kriegsrat geworden. 1762 übernahm er auch die Tresorkasse (Königlicher Trésorier) und 1764 wurde ihm schließlich die Verwaltung der königlichen Handgelder übertragen. Er übte dieses Amt bis zum Tode Friedrichs im Jahr 1786 aus. Vermutlich waren bei der Führung der Schatullrechnungen auch der Hofrat Schirrmeister, der Hofstaatskassierer Wagenschütz sowie die Kammerhusaren Rüdiger und Zeising beteiligt, die Buchholtz bei der Verwaltung der Hofstaatskasse unterstützten.

## Wissenschaftlich kommentierte Edition
Als Vorbereitung zu den Feierlichkeiten zum 300. Geburtstag Friedrichs des Großen (2012) veröffentlichte die Stiftung Preußische Schlösser und Gärten Berlin-Brandenburg (SPSG) gemeinsam mit dem Geheimen Staatsarchiv zu Berlin – Preußischer Kulturbesitz (GStA PK) und in Zusammenarbeit mit der Max Weber Stiftung – Stiftung Deutsche Geisteswissenschaftliche Institute im Ausland (DGIA) ab Juni 2011 die kommentierte Edition der Schatullrechnungen des Königs. Der Veröffentlichung ging die Transkription, Erforschung, digitale Erfassung und Kommentierung der im Geheimen Staatsarchiv Preußischer Kulturbesitz aufbewahrten Rechnungsbücher, der noch vorhandenen Journale und der Unterlagen zur Roten Schatulle voraus. Die wissenschaftliche Edition ist datenbankgestützt und wird auf der nicht-kommerziellen Publikationsplattform perspectivia.net der bundesunmittelbaren Max Weber Stiftung kostenfrei zur Verfügung gestellt. Sie wurde federführend von Ralf Zimmer (* 1967), einem Historiker der Stiftung Preußische Schlösser und Gärten, bearbeitet. Unterstützt wurde die Herausgabe von der Stapp-Stiftung und der Stiftung „Pro Sanssouci“.
Die edierten Schatullrechnungen enthalten:
- Schatullrechnungen des preußischen Königs:[12] 41 Bände mit insgesamt 910 Blättern (zwischen vier und 63 Blättern pro Jahr) der monatlichen Schatullrechnungen von 1742 bis 1786, die rund 20.000 Einzelposten enthalten.
- Journal bei der Königlichen Schatulle:[13] Erhaltene Journale bzw. Inhalte von 1756 bis 1763 und in den ersten Nachkriegsjahren, dazugehörigen Rechnungen und Quittungen sind teilweise vorhanden.
- Rote Schatulle:[14] Die Schatulle wurde von 1770 bis 1772 geführt.

Die Veröffentlichung 2011 wurde deutschlandweit von Medien aufgegriffen. So berichteten Welt Online und die Frankfurter Allgemeine Zeitung. In der Friederisiko-Ausstellung im Jahr 2012 im Neuen Palais wurden Teile der Schatullrechnungen gezeigt und entsprechend erneut in Medien angesprochen, wie bei n-tv oder im Deutschlandfunk.
Eine Erweiterung wird die Datenbank durch die Einarbeitung von bislang verloren geglaubten Quittungen der Journale erfahren. Im Nachlass des ehemaligen Direktors des Märkischen Museums in Berlin, Walter Stengel, wurden rund 1700 entsprechende Belege gefunden, die in Kooperation mit dem Research Center Sanssouci in die Edition eingepflegt werden sollen.

## Bedeutung
Die detaillierte Erfassung sämtlicher direkt vom König veranlassten Ausgaben in den Schatullrechnungen ermöglicht einen tiefen Einblick in dessen Leben als Regent und Privatmann. Eine sinnhafte Auswertung der etwa 20.000 Ausgabenposten konnte aber erst nach Erfassung, Ordnung und Verbindung von Schatullrechnungen mit den Informationen aus den Journalen erfolgen. Bereits 1876 beklagte der Kunsthistoriker Robert Dohme in einer Untersuchung zu den vom König erworbenen Gemälden von Antoine Watteau, dass die Schatullrechnungen noch ungeordnet seien. Es sei deshalb nicht möglich, einen Nachweis über Ankaufsdatum und -preise der Gemälde zu führen.
Der Museologe Paul Seidel stellte 1908 fest, dass die Schatullrechnungen die „persönlichen Liebhabereien des Königs illustrieren“. Im 7. Band des Hohenzollernjahrbuchs (Forschungen und Abbildungen zur Geschichte der Hohenzollern in Brandenburg-Preußen) veröffentlichte er einzelne Positionen aus den Schatullrechnungen. Ihm ist es auch zu verdanken, dass ein Teil der später verbrannten Journale ausgewertet wurde und so noch heute zur Erklärung von Positionen in den Schatullrechnungen zur Verfügung steht. Auch der Kunsthistoriker Charles F. Foerster verwendete die Schatullrechnungen und vor allem die Informationen aus den Journalen als Basis wissenschaftlicher Arbeiten.
Schon vor der Digitalisierung der Schatullrechnungen im Jahr 2011 zogen Wissenschaftler einzelne Teile für Nachforschungen heran. So bezeichnete der Direktor des Hohenzollernmuseums im heute nicht mehr existierenden Schloß Monbijou, Arnold Hildebrand, im Jahr 1942 die in den Schatullrechnungen genannten Preise für die Anschaffung von Gemälden als aufschlussreich. Walter Stengels beschäftigte sich vor und während des Zweiten Weltkriegs intensiv mit den Abrechnungen. Der Historiker Gerd Heinrich verwies 2009 darauf, dass die Schatullrechnungen Ausgabenstrukturen erkennen lassen. Eine Auswertung der Schatullrechnungen erfolgte auch bei Norbert Leithold.
Die im Jahr 2011 erfolgte Transkription, digitale Erfassung und Kommentierung der Schatullrechnungen bezeichnete der Kunsthistoriker und Generaldirektor der Stiftung Preußische Schlösser und Gärten Berlin-Brandenburg, Hartmut Dorgerloh, als „wahres Geschenk“ für alle und einen Meilenstein in der Forschung über Friedrich den Großen. Hermann Parzinger, Historiker und Präsident die Berliner Stiftung Preußischer Kulturbesitz, verwies darauf, dass die Edition der Abrechnungen das Bild Friedrichs schärfer zeichnen oder gar verändern würde: „Die Analyse der Schatullrechnungen des Herrschers zeigt, dass er gar nicht so spartanisch wie bisher angenommen gelebt hat, sondern es sich auch durchaus gut gehen ließ.“
Weitere Wissenschaftler und Journalisten stellten fest, dass die Auswertung der Schatullrechnungen ergebe, dass der König nicht so bescheiden gewesen sei, wie es viele seiner Biografen der Nachwelt erklärten. Die veröffentlichten Details kratzten an der Legende von dem Asketen, der Friedrich niemals gewesen sei. Die Unterlagen wiesen nach, dass Friedrich erhebliche Summen für seine höfische Lebenshaltung ausgab. Die in der Online-Edition erfassten Schatullrechnungen sollten dennoch weniger der Dekonstruktion des Mythos der Enthaltsamkeit dienen, sondern vielmehr als Abbildung der privaten Vorlieben des Königs gesehen werden. Die Quellen erlaubten faszinierende Blicke auf die Persönlichkeit des Königs und seine Interessen. Mit ihrer Hilfe entstehe aus vielen Fingerzeigen ein vollständiges Porträt.

## Summen und Verhältnismäßigkeit
Die privaten Ausgaben Friedrichs II. werden in den Schatullrechnungen über 41 Jahre dokumentiert; sie schwankten stark und lagen zwischen knapp 200.000 Reichstalern im Jahr 1750 und knapp 31.000 im Jahr 1786. Der Staat Preußen verfügte 1781 über Staatseinnahmen in Höhe von rund 19 Millionen Reichstalern. Im Vergleich mit anderen europäischen Höfen der Zeit war der von Friedrich betriebene Luxus begrenzt.

## Dokumentierte Vorlieben des Königs (Auswahl)
Die Auswertung der Schatullrechnungen zeigt auf, welche privaten Anschaffungen Friedrich II. tätigte, welche Beträge er für medizinische Behandlungen wie Aderlässe und den regelmäßigen Erwerb von Klistierspritzen aufwandte, wie er von ihm geschätzte Künstler und unmittelbar zuarbeitendes Hofpersonal entlohnte oder auch wie er in Not geratene Adlige bzw. deren Angehörige unterstützte. Ebenfalls ersichtlich ist, dass Friedrich sich auch während der persönlichen Teilnahme an Feldzügen mit dem Erwerb von Kunst, Porzellan und der Anschaffung seltener oder wertvoller Pflanzen für seine Orangerie beschäftigte.
Besonders kostspielig waren Zukäufe zu seiner Sammlung von Tabatièren. Der Hofjuwelier Jordan lieferte für mehrere zehntausend Taler vergoldete und emaillierte Tabakdosen. Insgesamt wurden 22 Tabatièren gekauft. Ein anderer Lieferant war der Juwelier Daniel Baudesson. Aus dem Fonds der Roten Schatulle beglich Buchholtz Zahlungen in Höhe von etwa 200.000 Reichstalern für diese Pretiosen. Jedes Jahr ließ sich Friedrich ein oder zwei einfache, gelegentlich auch eine bestickte Uniform schneidern. Zu vielen Anlässen trug er einen kostbaren Gala- oder Staatsrock im Stil des I. Bataillons Leibgarde, der aus Seidensamt hergestellt und mit fein ausgeführten Stickereischleifen versehen war. Strümpfe erwarb der Herrscher bei Krefelder Seidenfabrikanten, vorwiegend bei der Seidenweberfamilie von der Leyen. Neben normalen Strümpfen wurden auch teure seidene Pelzstrümpfe (mit einem innenseitigen Futter) für den Winter gekauft. Die Pelzstrümpfe kosteten 141 Reichstaler, was einem Gegenwert von etwa 1700 kg Brot entsprach. Friedrich legte auch Wert auf kosmetische Produkte, so bestellte er Rosenwasser und Orangenpuder, letzteren vermutlich als Puder für Perücken.
Friedrich II. war ein kulinarischer Genießer. Gutes Essen, Champagner, edle Weine (vor allem süße ungarische Weine) und spanischer Tabak bestimmten seinen Alltag. Käse ließ er sich vorwiegend aus der Schweiz und Frankreich liefern. Im Jahr vor seinem Tod bezog er noch eine „kalte Pastete aus Paris“ für 60 Reichstaler. Auf Früchte, vor allem Kirschen („Kürschen“) und Melonen, verzichtete er auch im Winter nicht. Da Kirschen im Winter nicht importiert werden konnten, wurden sie sehr aufwändig in Gewächshäusern angebaut. Friedrich gab bis zu 3 Taler für eine einzige Winterkirsche aus. Für den luxuriösen Genuss, der allein im April 1754 400 Taler kostete, entschuldigte er sich kokett bei Fredersdorf: „Ich werde mir eine liederliche Reputation machen.“ Auch Konfekt und Konfitüren schätzte der König. Der Potsdamer Konditor Döber belieferte den preußischen Hof regelmäßig für große Summen. Trüffel wurden aus dem Périgord bezogen.
Der künstlerisch talentierte Herrscher, der als Flötist, Komponist und Librettist in Erscheinung trat, erwarb regelmäßig Querflöten und Flügel. Die Schatullrechnungen weisen den Erwerb vieler Kunstwerke nach. So ließ er sich öfter Bilder durch den Kunstagenten Johann Ernst Gotzkowsky oder über den Berliner Kunsthändler und Kommerzienrat Jacques Trible besorgen. Gemälde von Antoine Pesne wurden vom König am höchsten bezahlt. Auch der Ankauf von Büchern ist dokumentiert.
Die Zuneigung Friedrichs zu seinen Windspielen schlug sich ebenfalls in den Schatullrechnungen nieder. Deren Anschaffungspreise lagen bei bis zu 90 Talern. Ihre Haltung war ihm pro Tier und Jahr durchschnittlich 20 Taler wert – das Äquivalent eines Jahresgehaltes seiner Klofrau. Für die Hunde wurden auch Kleider angefertigt.